# Pandebjerg
Pandebjerg er dannet i 1847 af Peder Estrup til Gammel Kirstineberg Gods. Gården ligger i Ønslev Sogn, Falsters Nørre Herred, Maribo Amt,Guldborgsund Kommune. Hovedbygningen er opført i 1900 ved H. C. Glahn.
Pandebjerg Og Ny Kirstineberg Godser er på 816 hektar med Axelborg og Nygård

## Ejere af Pandebjerg
- (1847-1848) Peder Estrup
- (1848-1851) Jacob Brønnum Scavenius Estrup
- (1851-1854) Therman F. Ø. Hillerup
- (1854-1872) H. Wilhjelm
- (1872-1878) forp. Petersen
- (1878-1889) Edward Tesdorpf
- (1889-1929) Adolph Valdemar Tesdorpf
- (1929-1940) Agnes Carlsdatter Brun gift Tesdorpf
- (1940-1964) Axel Valdemar Tesdorpf
- (1964-2002) Anne Dorothea Axelsdatter Tesdorpf gift Castenschiold
- (2002-2007) Anne Dorothea Axelsdatter Tesdorpf gift Castenschiold / Axel Christian Tesdorpf Castenschiold
- (2007-) Axel Christian Tesdorpf Castenschiold

## Ekstern henvisninger
- www.pandebjerggods.dk - Pandebjerg Gods